# Kabinett Gladstone IV
Das Kabinett Gladstone IV wurde im Vereinigten Königreich am 15. August 1892 von Premierminister William Ewart Gladstone von der Liberal Party gebildet und löste die zweite Regierung Salisbury ab. Das vierte Kabinett Gladstone blieb bis zum 5. März 1894 im Amt und wurde daraufhin von der Regierung Rosebery abgelöst.

## Kabinettsmitglieder
Dem Kabinett gehörten folgende Mitglieder an:
| Amt                                          | Amtsinhaber                             | Beginn der Amtszeit | Ende der Amtszeit |
| -------------------------------------------- | --------------------------------------- | ------------------- | ----------------- |
| Premierminister Erster Lord des Schatzsamtes | William Ewart Gladstone                 | 15. August 1892     | 5. März 1894      |
| Lordsiegelbewahrer                           | William Ewart Gladstone                 | 15. August 1892     | 5. März 1894      |
| Lordkanzler                                  | Farrer Herschell, 1. Baron Herschell    | 15. August 1892     | 5. März 1894      |
| Präsident des Geheimen Kronrates             | John Wodehouse, 1. Earl of Kimberley    | 15. August 1892     | 5. März 1894      |
| Minister für Indien                          | John Wodehouse, 1. Earl of Kimberley    | 18. August 1892     | 5. März 1894      |
| Innenminister                                | Herbert Henry Asquith                   | 18. August 1892     | 5. März 1894      |
| Außenminister                                | Archibald Primrose, 5. Earl of Rosebery | 18. August 1892     | 5. März 1894      |
| Kolonialminister                             | George Robinson, 1. Marquess of Ripon   | 18. August 1892     | 5. März 1894      |
| Kriegsminister                               | Henry Campbell-Bannerman                | 18. August 1892     | 5. März 1894      |
| Erster Lord der Admiralität                  | John Spencer, 5. Earl Spencer           | 19. August 1892     | 5. März 1894      |
| Schatzkanzler                                | William Vernon Harcourt                 | 18. August 1892     | 5. März 1894      |
| Handelsminister                              | A. J. Mundella                          | 18. August 1892     | 5. März 1894      |
| Postminister                                 | Arnold Morley                           | 18. August 1892     | 5. März 1894      |
| Kommunalminister                             | Henry Fowler                            | 18. August 1892     | 5. März 1894      |
| Kanzler des Herzogtums Lancaster             | James Bryce                             | 18. August 1892     | 5. März 1894      |
| Minister für öffentliche Arbeiten            | George Shaw-Lefevre                     | 18. August 1892     | 5. März 1894      |
| Chefsekretär für Irland                      | John Morley                             | 22. August 1892     | 5. März 1894      |
| Minister für Schottland                      | George Otto Trevelyan                   | 18. August 1892     | 5. März 1894      |
| Bildungsminister                             | Arthur Herbert Dyke Acland              | 25. August 1892     | 5. März 1894      |